# Cypryjczycy
Cypryjczycy – grupa ludzi zamieszkująca wyspę Cypr. Jest ich około 2 miliony. Składają się na dwie grupy etniczne posługujące się cypryjskimi odmianami  języków:
- greckiego (80%)
- tureckiego (20%)

Cypryjczycy greckojęzyczni mieszkają głównie w południowym Cyprze, mówią cypryjską odmianą języka greckiego, są w przeważającej części prawosławnymi chrześcijanami. 
Cypryjczycy tureckojęzyczni mieszkają głównie w północnym Cyprze, mówią cypryjską odmianą języka tureckiego, są w większości sunnickimi muzułmanami. 
Średnia długość życia wynosi dla mężczyzn 74 lata, a dla kobiet 78 lat.